# Brižitka Molnar
Brižitka Molnar est une ancienne joueuse de volley-ball serbe née le 28 juillet 1985 à Torak. Elle mesure 1,82 m et jouait au poste de réceptionneuse-attaquante. Elle a totalisé 214 sélections en équipe de Serbie.

## Clubs
| Club                  | De        | À         |
| --------------------- | --------- | --------- |
| OK Klek               | 2000-2001 | 2005-2006 |
| CSU Metal Galați      | 2006-2007 | 2008-2009 |
| Panathinaikos Athènes | 2009-2010 | 2010-2011 |
| NEC Red Rockets       | 2011-2012 | 2011-2012 |
| Galatasaray İstanbul  | 2012-2013 | 2012-2013 |
| Atom Trefl Sopot      | 2013-2014 | 2013-2014 |
| Tianjin Volleyball    | 2014-2015 | 2014-2015 |
| Panathinaikos Athènes | 2015-2016 | 2015-2016 |

## Palmarès

### Équipe nationale
- Championnat d'Europe
  - Vainqueur : 2011.
  - Finaliste : 2007.
- Ligue européenne
  - Vainqueur : 2009, 2010, 2011.

### Clubs
- Championnat de Roumanie
  - Vainqueur: 2007,  2008.
- Coupe de Roumanie
  - Vainqueur : 2007, 2008, 2009.
- Championnat de Grèce
  - Vainqueur : 2010.
- Coupe de Grèce
  - Vainqueur : 2010.
- Supercoupe de Turquie
  - Finaliste: 2012.
- Supercoupe de Pologne
  - Finaliste : 2013.